# Енисей (стадион)
Стадион «Енисей» — спорткомплекс в Красноярске, Россия.
Домашняя арена хоккейного клуба «Енисей».
Адрес: улица Юности, 18.

## История
- Стадион «Енисей» был построен в 1971 году вместимостью 10 000 человек[1].
- В 1992 году на стадионе проходил XI Турнир на призы Правительства России.
- В 1996 году стадион получил оборудование для производства искусственного льда.
- В 2001 году прошла последняя реконструкция стадиона.
- Осенью 2011 года рядом со стадионом был сооружён крытый «Первомайский» каток.
- 17 января 2016 года на стадионе прошел матч за Суперкубок между командами Енисей (Красноярск) — Байкал-Энергия (Иркутск) по хоккею с мячом[2].
- В 2018 году на месте полностью снесённого стадиона был построен крытый стадион для проведения соревнований по хоккею с мячом на Зимней Универсиаде 2019 года[3].

## Инфраструктура
Спорткомплекс включает в себя стадион «Енисей» и крытый каток «Первомайский».

### Технические характеристики стадиона
- хоккейное поле размером 114 х 70 м,
- стационарные трибуны на 5 000 зрителей,
- блок основных помещений,
- блок помещений физической подготовки,
- медицинский блок,
- блок общественного питания,
- блок административных помещений,
- кассовый блок,
- блок проката для массового катания на коньках,
- хозяйственные, вспомогательные и технические помещения.

Крыша возведена с использованием девяти арок с пролётом 99,9 метров. Каждая арка состоит из восьми деревянных клеёных частей, вес одной арки — 94 тонны. Конструкция таких размеров была установлена в России впервые.